# Præsidentvalget i Hviderusland 2025
Præsidentvalget i Hviderusland 2025 afholdes søndag den 26. januar 2025 i henhold til forfatningens betingelser. Præsidenten vælges direkte til at sidde på posten i op til fem år.

## Baggrund
Masseprotester brød ud efter det omstridte resultat af præsidentvalget i 2020, hvor den siddende Aleksandr Lukasjenko påstod sejren var hans. Oppositionskandidaten Svjatlana Tsikhanowskaja påstod efterfølgende at hun havde fået 60 til 70 % af stemmerne, og bad derfor det internationale samfund om at anerkende hende som valgets retmæssige vinder.
Den 15. august 2024 meddelte uafhængige medier (med henvisning til BELPOL, en ngo bestående af tidligere politi- og militærpersoner), at regeringen havde planer om at afholde det næste præsidentvalg den 23. februar 2025. Den 23. oktober 2024 berettede den centrale valgkommission i Belarus (CEC) om, at valget ville blive afholdt den 26. januar 2025.